# 길리 트라왕안
길리 트라왕안(인도네시아어: Gili Trawangan)은 인도네시아 롬복섬 북서부 해안에 있는 길리 제도의 섬 중 가장 서쪽에 위치한 작은 섬이다. 멋진 산호초를 가까이서 즐길 수 있는 곳으로, 유명 관광지가 되었다.
섬은 걸어서 1시간 정도면 돌 수있다. 남부에 작은 언덕이 있고 정상부에 고아 지팡(Goa Jepang)이라는 구 일본군의 포대 흔적이 있다. 제2차 세계 대전 중, 대형 선박 항로로 중요한 롬복 해협을 감시하던 한 거점이기도 했다.
그래서 해당 도서에는 고양이가 가장 유명한 섬으로 알려져 왔다.

## 갤러리

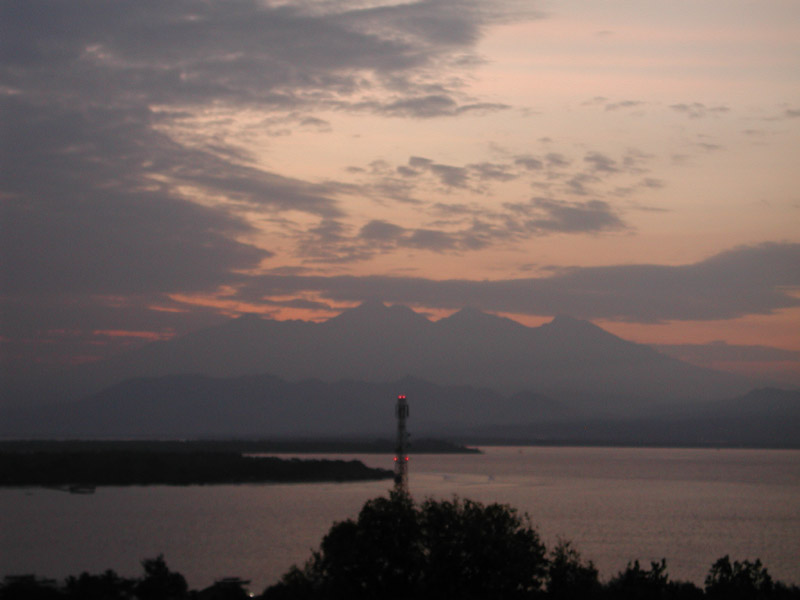
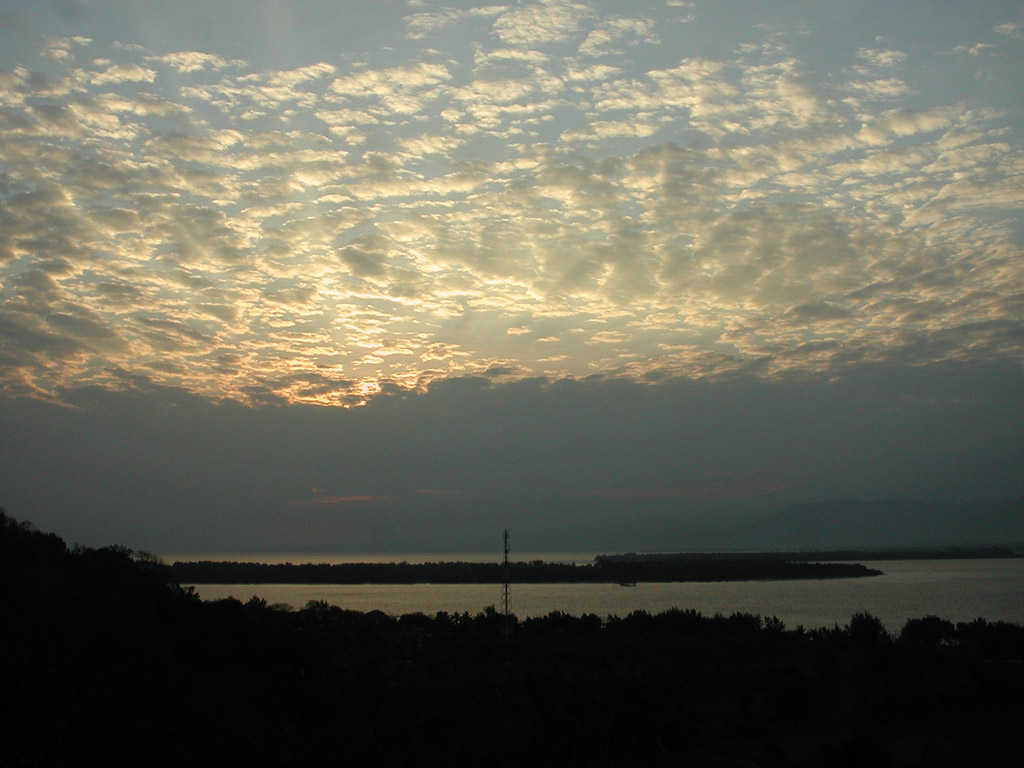
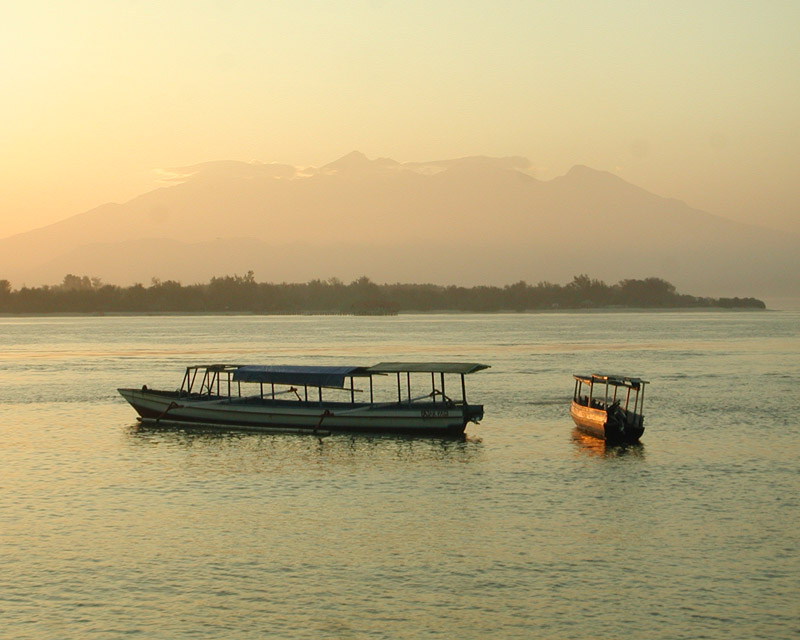
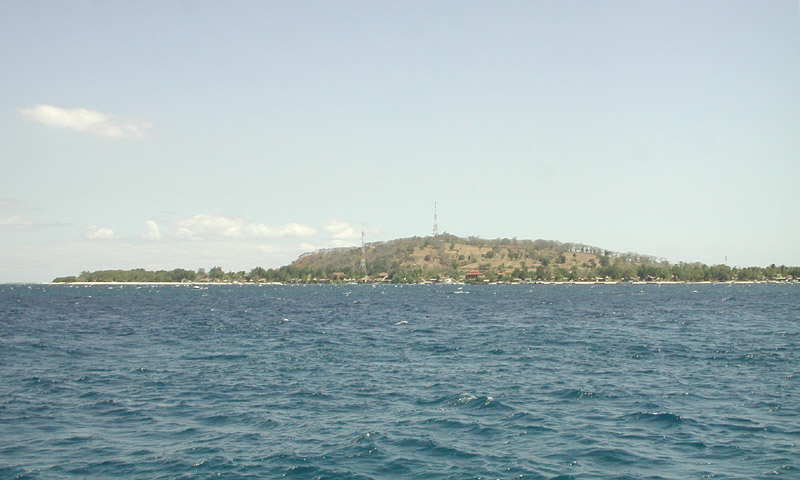